# تپه عقیلی
تپه عقیلی مربوط به هزاره ۱- است و در شهرستان آزادشهر، بخش مرکزی، فزلجه آق امام واقع شده و این اثر در تاریخ ۳۰ تیر ۱۳۸۴ با شمارهٔ ثبت ۱۲۲۴۹ به‌عنوان یکی از آثار ملی ایران به ثبت رسیده است.